# Saint-Sigismond, Haute-Savoie
Saint-Sigismond är en kommun i departementet Haute-Savoie i regionen Auvergne-Rhône-Alpes i sydöstra Frankrike. Kommunen ligger i kantonen Cluses som tillhör arrondissementet Bonneville. År 2022 hade Saint-Sigismond 649 invånare.

## Befolkningsutveckling
Antalet invånare i kommunen Saint-Sigismond
| Referens: INSEE |